# Manoir de Chauvigné (Denazé)
Pour les articles homonymes, voir Manoir de Chauvigné.
Le manoir de Chauvigné est un édifice qui se situe sur la commune de Denazé, en Mayenne en région des Pays-de-la-Loire en France.

## Histoire
Nommé Bulcardi de Cauvineo dans le cartulaire de l'Abbaye Notre-Dame de la Roëau XIIe siècle. Le manoir de Chauvigné en Denazé est un édifice du XVIe siècle, comprenant domaine et ferme, situé dans le bourg de Denazé, sur la cheminée est un écusson chargé de trois merlettes regardant à dextre.
Le maire d'Angers de 1781 à 1785, Bucher de Chauvigné en sera le sieur, anobli de par sa fonction, il en tire son nom.
Le prêtre français, missionnaire au Siam, Jean-Baptiste-René Rabeau (1766-1810), ainsi que son neveu Guillaume Meignan (1817-1896), qui fut archevêque de Tours puis cardinal, sont tous deux nés au manoir de Chauvigné.

### Propriétaires successifs
- Guillaume Guyon, sieur de Chauvigné, mari de Françoise Masline, morts l’un en 1616, l’autre en 1631[3]

- René Guyon, Sieur de Chauvigné - 1619[3]

- Anselme Bucher (1663-1732), sieur de Chauvigné, de la Robelière et du Cerisier, mari de Renée Richard - 1691[5]

- Anselme Bucher (1698-1757) sieur du Cerisier et de Chauvigné[5]
- Charles Bucher des Brosses (1694-1761)[7]
- Anselme René Bucher de Chauvigné (1734-1794) sieur de Chauvigné et de la Violette[5]

- Famille Pasqueraye de Rouzay - 1764[8]
- Guillaume Rabeau - 1791[8]

## Sources
- Dictionnaire historique, topographique et biographique de la Mayenne. Abbé Angot.
- Histoire de la famille Bucher, Maine et Loire - Histoire et modes de vie en Haut-Anjou, dans les actes notariés, les chartriers…par Odile Halbert, sur odile-halbert.com